# Ганськ (гміна)
Гміна Ганськ (пол. Gmina Hańsk) — сільська гміна у східній Польщі. Належить до Володавського повіту Люблінського воєводства.
Станом на 31 грудня 2011 у гміні проживало 3849 осіб.

## Площа
Згідно з даними за 2007 рік площа гміни становила 179.43 км², у тому числі:
- орні землі: 52.00%
- ліси: 37.00%

Таким чином, площа гміни становить 14.28% площі повіту.

## Населення
Станом на 31 грудня 2011:
| Опис     | Загалом | Загалом | Чоловіки | Чоловіки | Жінки | Жінки |
| -------- | ------- | ------- | -------- | -------- | ----- | ----- |
| одиниця  | осіб    | %       | осіб     | %        | осіб  | %     |
| все      | 3849    | 100     | 1953     | 50.74    | 1896  | 49.26 |
| міське   | 0       | 100     | 0        |          | 0     |       |
| сільське | 3849    | 100     | 1953     | 50.74    | 1896  | 49.26 |

## Сусідні гміни
Гміна Ганськ межує з такими гмінами: Савін, Старий Брус, Уршулін, Вежбиця, Володава, Воля-Угруська, Вирики.